# Natasha Richardson

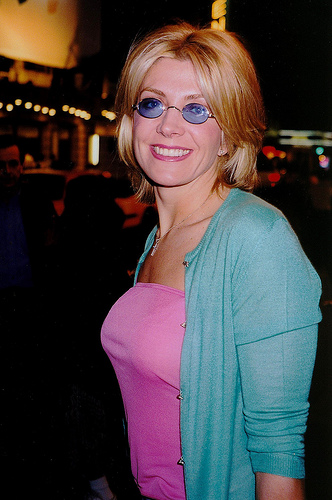
Natasha Richardson (1999)

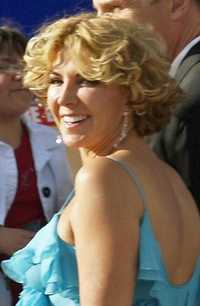
Natasha Richardson (2008)

Natasha Jane Richardson (* 11. Mai 1963 in London, England; † 18. März 2009 in New York City, New York) war eine britische Schauspielerin.

## Leben

### Karriere
Richardson besuchte die Central School of Speech and Drama in London. Erste Bühnenerfahrung sammelte sie am Open Air Theatre im Regent’s Park, wo sie an der Seite von Ralph Fiennes die Rolle der „Helena“ in William Shakespeares Sommernachtstraum spielte. 1985 war sie die Ophelia in einer Inszenierung des Hamlet am Young Vic Theatre in London. Den Durchbruch schaffte sie 1985, als sie am Queen’s Theatre an der Seite ihrer Mutter Vanessa Redgrave und von Jonathan Pryce die Rolle der „Nina“ in Tschechows Die Möwe spielte.
Vor allem zu Beginn ihre Karriere übernahm sie auch einige Fernsehrollen, unter anderem war sie 1985 in der Rolle der „Violet“ als Gaststar in der Fernsehserie Sherlock Holmes (Episode Das Haus zu den Blutbuchen) zu sehen. Zu erster Bekanntheit als Filmschauspielerin gelangte sie in den folgenden Jahren, unter anderem durch ihre Darstellung der Patty Hearst in Paul Schraders Thriller Patty (1988) sowie als Kate in Volker Schlöndorffs Literaturverfilmung Die Geschichte der Dienerin (1990) nach dem Roman von Margaret Atwood.
Ab 1990 spielte sie drei Jahre lang die Titelrolle in Eugene O’Neills Stück Anna Christie, ebenfalls am Young Vic, bevor die Produktion an den Broadway ging. Für ihre Rolle als „Sally Bowles“ in Sam Mendes’ Inszenierung von Cabaret wurde sie mit einem Tony und einem Drama Desk Award ausgezeichnet. 1993 trat sie in der Wiederaufführung der Anna Christie mit Liam Neeson am Broadway auf, 1994 standen sie in dem Film Nell gemeinsam vor der Kamera. Im Frühjahr 1999 kehrte sie mit Patrick Marbers Hit Closer (Hautnah) zurück an den Broadway.
1998 war Richardson in der amerikanischen Erich-Kästner-Verfilmung Ein Zwilling kommt selten allein zu sehen. Danach sah man sie in den 2000er-Jahren mehrfach in Komödien wie Über kurz oder lang (2001), Manhattan Love Story (2002) oder Wild Child (2008). Daneben verkörperte sie aber weiterhin auch dramatische Rollen, so 2005 in der Titelrolle in The White Countess unter Regie von James Ivory. Richardson arbeitete bis zu ihrem unerwarteten Tod als Schauspielerin weiter.

### Familie
Natasha Richardson wurde als Tochter der Schauspielerin Vanessa Redgrave und des Regisseurs Tony Richardson geboren. Sie gehörte damit zu einer der berühmtesten englischen Schauspielerfamilien; dazu zählen auch ihre Großeltern Sir Michael Redgrave und Rachel Kempson, ihre Tante Lynn Redgrave, ihr Onkel Corin Redgrave, ihre jüngere Schwester Joely Richardson sowie deren Tochter Daisy Bevan.
Von 1990 bis 1992 war sie mit dem Produzenten Robert Fox verheiratet. Die Ehe wurde geschieden. Am 3. Juli 1994 heiratete sie den Schauspieler Liam Neeson, der Ehe entsprangen zwei Söhne. Später erzählte Neeson, dass Richardson nicht gewollt habe, dass er die ihm damals mehrfach angebotene Rolle des Geheimagenten James Bond übernimmt, was Neeson auf Eifersucht auf die Bond-Girls zurückführte. Statt Neeson erhielt Pierce Brosnan die Rolle.

### Tod
Am 16. März 2009 verletzte sich Richardson bei einem Sturz im Skigebiet in Mont-Tremblant am Kopf. Ihr erschien die Verletzung zunächst harmlos, weshalb sie auf eigenen Wunsch nicht ins Krankenhaus, sondern auf ihr Hotelzimmer gebracht wurde. Als sich ihr Gesundheitszustand wenige Stunden später verschlechterte, wurde sie zunächst in eine Notfallklinik vor Ort und anschließend in ein Krankenhaus nach Montreal transportiert. Nachdem sie am folgenden Tag in ein New Yorker Krankenhaus verlegt worden war, erlag sie am 18. März 2009 dort ihrer Verletzung. Als Todesursache wurde eine Epiduralblutung festgestellt. Richardson wurde 45 Jahre alt. Sie wurde auf dem Saint Peter’s Episcopal Cemetery in Lithgow nahe Millbrook im Bundesstaat New York beigesetzt.

## Filmografie
- 1968: Der Angriff der leichten Brigade (The Charge of the Light Brigade)
- 1973: Tote Zeugen singen nicht (La polizia incrimina, la legge assolve)
- 1984: Straße der Freiheit (Ellis Island, Miniserie, 1 Folge)
- 1984: Every Picture Tells a Story
- 1984: Oxbridge Blues (Fernsehserie, 1 Folge)
- 1985: Screen Two (Fernsehserie, 1 Folge)
- 1985: Sherlock Holmes (Fernsehserie, 1 Folge)
- 1986: Gothic
- 1987: Worlds Beyond (Fernsehserie, 1 Folge)
- 1987: A Month in the Country
- 1987: Theatre Night (Fernsehserie, 1 Folge)
- 1988: Patty (Patty Hearst)
- 1989: Die Schattenmacher (Fat Man and Little Boy)
- 1990: Die Geschichte der Dienerin (The Handmaid’s Tale)
- 1990: Der Trost von Fremden (The Comfort of Strangers)
- 1991: Der Gefallen, die Uhr und der sehr große Fisch (The Favour, the Watch and the Very Big Fish)
- 1991: Ohne jede Reue (Past Midnight)
- 1992: Verlorene Jahre (Hostages, Fernsehfilm)
- 1993: Great Performances (Fernsehserie, 1 Folge)
- 1993: Zelda (Fernsehfilm)
- 1994: Die Witwen von Widows Peak (Widows’ Peak)
- 1994: Nell
- 1996: Geschichten aus der Gruft (Tales from the Crypt, Fernsehserie, 1 Folge)
- 1996: The Great War and the Shaping of the 20th Century (Miniserie, 2 Folgen)
- 1998: Ein Zwilling kommt selten allein (The Parent trap)
- 2001: Über kurz oder lang (Blow Dry)
- 2001: Haven (Fernsehfilm)
- 2001: Chelsea Walls
- 2002: Waking Up in Reno
- 2002: Manhattan Love Story (Maid in Manhattan)
- 2005: Stellas Versuchung (Asylum) (auch Executive Producer)
- 2005: The White Countess
- 2006: American Experience (Fernsehserie, 1 Folge)
- 2007: Spuren eines Lebens (Evening)
- 2007: Constantine’s Sword (Stimme von Edith Stein)
- 2007: The Mastersons of Manhattan (Fernsehfilm)
- 2008: Wild Child
- 2010: Der kühnste Traum (The Wildest Dream, Stimme von Ruth Mallory)

## Auszeichnungen und Nominierungen
- 1986: London Drama Critics Award als Most Promising Newcomer für die Darstellung der 'Nina' in Tschechows Die Möwe
- 1990: London Evening Standard Award als beste Darstellerin ausgezeichnet für Der Trost von Fremden
- 1993: Nominierung als beste Schauspielerin in einem Theaterstück für Eugene O’Neills Anna Christie
- 1998: Tony Award und Drama Desk Award für ihre 'Sally Bowles’ in Cabaret